# Anentmetus
Anentmetus is een geslacht van kevers uit de familie van de loopkevers (Carabidae). De wetenschappelijke naam van het geslacht is voor het eerst geldig gepubliceerd in 1924 door Andrewes.

## Soorten
Het geslacht Anentmetus omvat de volgende soorten:
- Anentmetus pluto Andrewes, 1924
- Anentmetus spissicornis (Fairmaire, 1888)